# Guerra Luso-Leonesa (1196-1200)
A Guerra Luso-Leonesa de 1196 a 1200 foi um conflito militar entre o rei de Portugal D. Sancho I e o rei Afonso IX de Leão. A paz foi oficialmente selada  em 1200 por mediação do Papa Inocêncio III. 

## Contexto
O rei Afonso IX de Leão, sobrinho de D. Sancho, havia assumido o trono em 1188 e dois anos mais desposou em Guimarães a infanta D. Teresa, sua prima e filha mais velha de D. Sancho por necessidade de uma aliança contra Castela, em que se incluiu Portugal e Aragão. O casamento não foi aceite pela Santa Sé devido à proximidade de parentesco mas como Afonso IX se recusasse a divorciar-se, foi excomungado, acabando o casamento anulado cinco anos mais tarde e a aliança desfez-se.
Em 1195 deu-se a Batalha de Alarcos e, apesar de ter Afonso VIII de Castela apelado aos reis de Leão e de Navarra por auxílio, só lhe acorreram alguns voluntários portugueses, e acabou gravemente desbaratado pelo califa almóada.
A relação entre o D. Sancho e Afonso IX de Leão eram já frias desde o divórcio de D. Teresa. Em consequência do revés em Alarcos, agravaram-se as relações entre os príncipes cristãos. Afonso VIII de Castela aliou-se com o rei de Aragão contra o rei de Leão. Em Fevereiro de 1196, o rei de Aragão encontrou-se com D. Sancho em Coimbra e assim juntou-se o rei português à aliança castelhana e aragonesa, tendo declarado guerra a Leão por volta de Agosto de 1196.
O rei de Leão, por sua vez, reagiu firmando uma aliança não só com Sancho VII de Navarra mas com o próprio califa almóada e, assim, invadiram Castela. 

## Decorrer das hostilidades

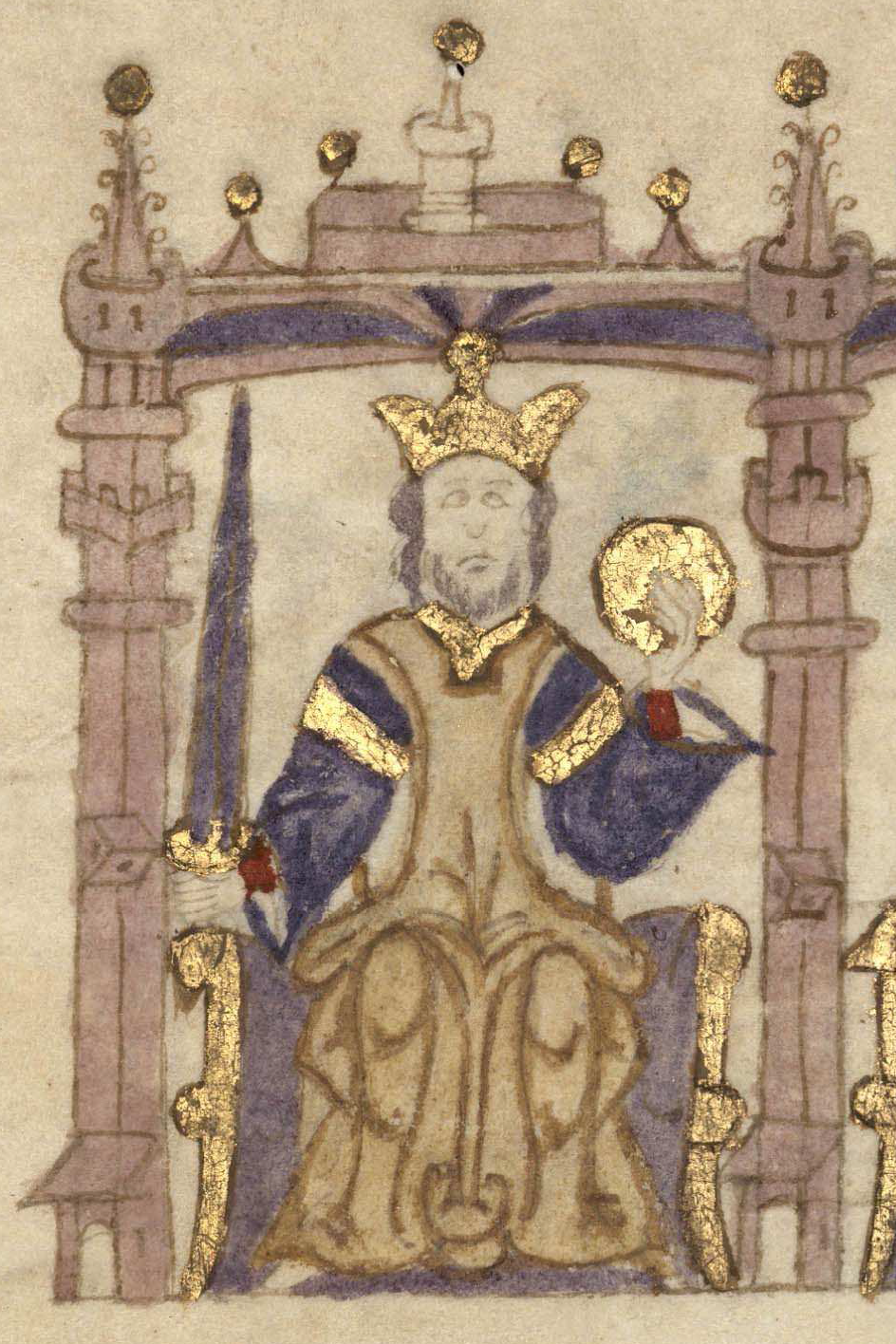
D. Sancho I.

Avisado da aliança entre o rei de Leão e o califa almóada, a 31 de Outubro de 1196 o Papa Celestino III novamente excomungou Afonso IX de Leão e declarou que nenhum leonês tinha obrigação de servir o seu rei enquanto durasse a sua aliança com os muçulmanos contra príncipes cristãos.
Em Portugal, D. Sancho havia pedido certo privilégios ao Papado e, em Abril o Papa emitiu a bula Cum Autores et Factores, que oferecia aos inimigos de Leão todos os direitos concedidos a quem combatesse pela fé, nomeadamente, direito sobre todas as terras conquistadas ao rei de Leão.
Só então é que D. Sancho I partiu de Coimbra e invadiu a Galiza por Tui, cidade de que se apoderou, como já antes havia feito várias vezes o seu pai D. Afonso Henriques e o conde D. Henrique seu avô. Vários nobres galegos seguiram na senda da bula papal e juntaram-se ao partido português contra Leão.
Em finais de 1197, Castela e Leão firmam uma paz separada, que deixava de fora D. Sancho. Em meados de 1198, Portugal encontrava-se à beira de guerra com Castela também, talvez porque Afonso VIII se tivesse proposto a ajudar o rei de Leão a recuperar os castelos na Galiza conquistados pelo rei português. Legados papais insistiam na paz entre os três reinos. 
Não se resigna o rei de Leão e, em 1199, invade Portugal por Trás-os-Montes, impondo depois cerco a Bragança. De Coimbra, D. Sancho partiu em socorro da cidade sitiada e, à aproximação do rei português, para não ver as suas vias de comunicação e de fuga cortadas, o monarca de Leão abandona o assédio a Bragança. Retira-se então para Cidade Rodrigo, em território leonês. 
Fundada em 1160, Cidade Rodrigo já antes fora atacada, em 1167, numa anterior guerra entre Portugal e Leão, ataque em que participara D. Sancho em pessoa, à data com 13 anos. Para lá seguiu o rei em perseguição de Afonso IX, tendo atravessado o Coa em Junho ou Julho porém o ataque à cidade correu mal, tendo morrido combatendo, entre outros, Lopo Fernandes, preceptor dos Templários em Portugal e um dos melhores guerreiros de D. Sancho. Depois, em certa batalha, em Ervas-Tenras, destroçou o rei leonês as hostes de D. Sancho, pondo assim termo à campanha.  
Vitorioso, Afonso IX avança sobre a Galiza e recupera entre Agosto e Setembro os castelos de Tui, Lóvios, Pontevedra, e Sampaio, anulando assim os ganhos portugueses.
Talvez devido à intervenção do monarca castelhano ou devido à peste que grassava por toda a península, em 1200 D. Sancho não renova a campanha contra Leão e parecem ter sido selada a paz, pois neste ano Castela e Leão invadem conjuntamente o reino de Navarra. 

## Consequências
Não trouxe este conflito quaisquer vantagens ao rei português. No entanto, demonstrou que Portugal era capaz de se opôr eficazmente a Leão, reino que por então entrava em decadência face ao crescente poderio de Castela.